# Rattus adustus
Espèce
Statut de conservation UICN

 DD  : Données insuffisantes
Rattus adustus est une espèce de rongeur de la famille des Muridae, du genre Rattus, endémique d'Indonésie.

## Classification et taxonomie
L'espèce n'est connue que par son holotype récolté dans les années 1920. Le mammalogiste néerlandais Henri Jacob Victor Sody  la classe en 1940 comme une espèce à part du genre Rattus puis la considère comme une sous-espèce du rat brun Rattus Rattus, à l'instar de Rattus rattus lugens et Rattus rattus mentawai. Les trois espèces Rattus adustus, Ratus lugens et Rattus simalurensis forment un groupe proche de l'espèce Rattus tiomanicus, tandis que les trois seules espèces natives de l'île d'Enggano sont Rattus adustus, Rattus enganus et Rattus tiomanicus.

## Distribution
L'espèce se rencontre uniquement sur l'île d'Enggano au large de la côte ouest de Sumatra en Indonésie.

## Rattus adustuset l'Homme

### Menaces
L'Union internationale pour la conservation de la nature la place dans la catégorie « Données insuffisantes » par manque de données relatives au risque d'extinction en 2008.